# Meano (Corzano)
Meano (Meà in dialetto bresciano) è una frazione del comune di Corzano, in provincia di Brescia.
Fu comune autonomo fino al 8 giugno 1805, quando fu aggregato al comune di Corzano.

## Storia
Nel 1610 Giovanni da Lezze descrive il territorio di Meano:
(Dal "Catastico Bresciano" Giovanni da Lezze)

## Progetto di riqualificazione
È stato recentemente presentato un progetto per la riqualificazione e il riuso dell'antico borgo. La proposta punta a insediare attività artistiche nel borgo e la riscoperta di tradizioni ed antichi lavori.  Del progetto di riqualificazione è stata realizzata la nuova piazza, e lo spazio polifunzionale all'interno dell'ex asilo.

## Ambiente e paesaggio
Il paesaggio di Meano è prevalentemente agricolo. Nel territorio di Meano e di Corzano sorgono numerose risorgive che danno origine a rogge e canali tra cui la roggia Provaglia che parte da Corzano arrivando poi fino a Monticelli d'Oglio.